# Diedorf (Rhön)
Diedorf település Németországban, azon belül Türingiában. Lakosainak száma 345 fő (2017. december 31.). Diedorf Kaltennordheim és Zella/Rhön községekkel határos.

## Népesség
A település népességének változása:

| 2017 | 345 |